# Миши Батшуай
Миши Батшуай-Атунга (роден 2 октомври 1993 г.) е белгийски нападател, който играе за Айнтрахт Франкфурт и националния отбор по футбол на Белгия.

## Кариера
Батшуай започва професионалната си кариера през 2011 г. в тима на Стандар Лиеж.
През 2014 г. се трансферира в Марсилия, а през 2016 г. преминава в състава на Челси.
До лятото на 2019 г. играе под наем в отборите на Борусия Дортмунд, Валенсия и Кристъл Палас.

## Успехи
Челси
- Висша лига на Англия: 2016/17
- ФА Къп финалист: 2016/17

Валенсия
- Купа на краля: 2018/19

Бешикташ
- Суперкупа: 2021

Белгия
- Световно първенство по футбол трето място: 2018